# Combat de Stavelot
Guerre des Paysans
Batailles
- Saint-Nicolas
- 1er Boom
- Merchtem
- Zele
- Malines
- 2e Boom
- Hooglede
- Moorslede
- Zonnebeke
- 1er Diest
- 1er Louvain
- Alost
- Turnhout
- Enghien-Hal
- Hérinnes
- Audenarde
- Leuze
- 2e Louvain
- Ingelmunster
- Duffel
- Herentals
- Arzfeld
- Clervaux
- Amblève
- Stavelot
- Pollare
- Londerzeel
- Kapelle-op-den-Bos
- Bornem
- Meerhout
- 2e Diest
- 3e Diest
- Mol
- Jodoigne
- Marilles
- Beauvechain
- Hélécine
- Kapellen
- Meylem
- Hasselt

Le combat de Stavelot se déroule pendant la guerre des Paysans.

## Déroulement
Après le combat d'Amblève, la colonne républicaine, commandée par le capitaine Vessete gagne Malmédy, puis elle se porte lendemain sur la petite ville de Stavelot, également occupée dans la matinée par les rebelles de Milet et Cretels. Le combat s'engage dans la soirée et les insurgés sont écrasés. Cretels, un ancien dragon de l'armée autrichienne parvient cependant à rallier des hommes à l'extérieur de la ville pour couvrir la fuite du gros des forces insurgées. Les survivants se replient par la forêt de Wanne, la plupart regagnent leurs villages,.
Les pertes des insurgés à Stavelot sont de 20 morts et 19 blessés,. L'historien Auguste Orts évoque une trentaine d'hommes perdus.